# Roselin superbe
Carpodacus pulcherrimus
Pour les articles homonymes, voir Splendide.
Espèce
Statut de conservation UICN

 LC  : Préoccupation mineure
Le Roselin superbe ou Roselin splendide (Carpodacus pulcherrimus) est une espèce de passereau de la famille des Fringillidae.

## Distribution
Cette espèce est présente au Bhoutan, en Chine (centre et nord, Mongolie-Intérieure, sud du Tibet), au nord de l'Inde, au sud-est de la Mongolie, au Népal et au Pakistan.

## Sous-espèces
D'après Alan P. Peterson, il existe trois sous-espèces :
- Carpodacus pulcherrimus argyrophrys  Berlioz, 1929
  - répartition : extrême sud-est de la Mongolie, Chine (Gansu, Qinghai, Sichuan, nord du Yunnan).
- Carpodacus pulcherrimus pulcherrimus  (Moore, 1856)
  - répartition : nord de l’Inde (Cachemire, Himachal Pradesh, Uttarakhand), Népal, sud-est du Tibet, Sikkim, Arunachal Pradesh.
- Carpodacus pulcherrimus waltoni  (Sharpe, 1905)
  - répartition : sud-est du Tibet (Shigatse), sud-ouest de la Chine (Tchamdo, nord-ouest du Yunnan).

La sous-espèce C. p. davidianus Milne-Edwards, 1865 ; en raison de divergences morphologiques et vocales, elle est considérée comme une espèce à part entière (Carpodacus davidianus) par Alan P. Peterson et le Congrès ornithologique international à la suite des travaux de Rasmussen (2005). Cette séparation n'est pas reconnue par Clements (6e édition, révisée 2009) et Howard and Moore (3e édition, 8e correction). Son aire de répartition est la Mongolie Intérieure, Hopei, Chansi, nord du Chensi.

## Habitat
Le roselin splendide affectionne les buissons et les formations de rhododendrons au niveau et au-delà de la limite des arbres. Au Népal, il visite les cultures en terrasses et les buissons des vallées profondes. Dans le sud-est du Tibet, il se réfugie en hiver sur les flancs des collines couverts de chênes. Mais d’autres habitats comme des arbustes et des jeunes conifères parcourus de clématites, des fourrés de bambous ou des conifères dont des sapins chinois (Cunninghamia lanceolata) ont aussi été recensés (in Ottaviani).

## Alimentation
Elle consiste en graines qu’il glane sur le sol et en baies de caragana ou d’argousier qu’il prélève directement sur les arbustes.

## Parade nuptiale
Elle n’est pas documentée mais une photo (in Ottaviani 2008) montre un mâle en posture nuptiale avec les ailes abaissées et la queue mi-relevée, exhibant sa poitrine et son croupion roses dans les trouées de lumière tombant sur le sol.

## Nidification
Elle dure de juillet à septembre. Le nid est une coupe d’herbes sèches, de ramilles et de morceaux d’écorce assemblés avec du crin et de la laine. Il est placé dans un buisson bas et contient quatre ou cinq œufs bleu-vert tachetés de noir.